# Osteospermum ciliatum
Osteospermum ciliatum là một loài thực vật có hoa trong họ Cúc. Loài này được P.J.Bergius mô tả khoa học đầu tiên năm 1767.